# BET Awards 2017
Die BET Awards 2017 waren die 17. von Black Entertainment Television (BET) vergebenen BET Awards, die an Künstler in den Bereichen Musik, Schauspiel, Film und Sport vergeben wurden. Die Verleihung fand am 25. Juni 2017 im Microsoft Theater, Los Angeles, Kalifornien statt. Die Moderation übernahm Leslie Jones.
Den Preis für das Lebenswerk erhielt New Edition, den Humanitarian Award Chance the Rapper.
Am häufigsten nominiert war Beyoncé mit sieben Nominierungen, mit fünf gewonnenen Preisen wurde sie auch die Siegerin des Abends.

## Liveauftritte
| Künstler                                    | Song(s) |
| Main show                                   | Main show |
| ------------------------------------------- | --- |
| Bruno Mars                                  | Perm |
| French Montana Swae Lee                     | Unforgettable |
| Post Malone Quavo                           | Congratulations |
| Migos                                       | T-Shirt Bad and Boujee |
| Jessie Reyez                                | Figures |
| Trey Songz                                  | Nobody Else But You Animal |
| Chris Brown Gucci Mane                      | Privacy Party |
| Mary J. Blige A$AP Rocky                    | Set Me Free Love Yourself |
| Big Sean                                    | Sacrifices Moves Bounce Back |
| Khalid                                      | Location |
| Xscape                                      | Understanding Just Kickin' It Who Can I Run To |
| Future Kendrick Lamar                       | Mask Off (Remix) |
| Tamar Braxton                               | My Man |
| Maxwell                                     | Gods |
| Roman GianArthur                            | Tribute to Chuck Berry Johnny B. Goode |
| Kamasi Washington El Debarge                | Tribute to George Michael Careless Whisper |
| The New Edition Story Miniseries Cast       | Tribute to New Edition Candy Girl Sensitivity (Ralph Tresvant) Performed by Algee Smith My, My, My (Johnny Gill) Performed by Luke James My Prerogative (Bobby Brown) Performed by Woody Mcclain Poison (Bell Biv Devoe) Performed by Elijah Kelley, Bryshere Gray und Keith Powers |
| New Edition                                 | Mr. Telephone Man Can You Stand the Rain If It Isn’t Love |
| SZA                                         | Love Galore The Weekend |
| DJ Khaled Quavo Chance the Rapper Lil Wayne | I’m The One |

## Präsentatoren
- Solange
- Yara Shahidi
- Cardi B
- Issa Rae
- Jamie Foxx
- Lil’ Kim and Havoc (tribute to Prodigy)
- La La Anthony
- Die Besetzung von Girls Trip (Regina Hall, Tiffany Haddish, with Jada Pinkett Smith and Queen Latifah)
- Nomzamo Mbatha
- Eva Marcille
- Robin Thede
- Trevor Noah
- Demetrius Shipp Jr.
- Logan Browning
- Cari Champion
- Deon Cole
- Remy Ma
- Irv Gotti
- Die Besetzung von Detroit (Algee Smith, Jason Mitchell, Laz Alonso and Jacob Latimore)
- DeRay Davis
- Karrueche Tran
- Too Short

## Gewinner und Nominierte
Die Gewinner sind fett markiert und vorangestellt.
| Album of the Year | Video of the Year |
| --- | --- |
| - Lemonade – Beyoncé - 24K Magic – Bruno Mars - 4 Your Eyez Only – J. Cole - A Seat at the Table – Solange - Coloring Book – Chance the Rapper | - Beyoncé – Sorry - Bruno Mars – 24K Magic - Big Sean – Bounce Back - Migos featuring Lil Uzi Vert – Bad and Boujee - Solange – Cranes in the Sky                                                                                                   |
| Coca-Cola Viewers’ Choice Award | Best New Artist |
| - Beyoncé – Sorry - Bruno Mars – 24K Magic - Drake – Fake Love - Migos featuring Lil Uzi Vert – Bad and Boujee - Rae Sremmurd featuring Gucci Mane – Black Beatles - The Weeknd featuring Daft Punk – Starboy | - Chance the Rapper - 21 Savage - Cardi B - Khalid - Young M.A. |
| Best Female R&B/Pop Artist | Best Male R&B/Pop Artist |
| - Beyoncé - Kehlani - Mary J. Blige - Rihanna - Solange | - Bruno Mars - Chris Brown - The Weeknd - Trey Songz - Usher |
| Best Female Hip Hop Artist | Best Male Hip Hop Artist |
| - Remy Ma - Cardi B - Missy Elliott - Nicki Minaj - Young M.A | - Kendrick Lamar - Big Sean - Chance the Rapper - Drake - Future - J. Cole |
| Best Duo/Group | |
| - Migos - 2 Chainz & Lil Wayne - A Tribe Called Quest - Fat Joe & Remy Ma - Rae Sremmurd | |
| Best Collaboration | BET Centric Award |
| - Chance the Rapper featuring 2 Chainz & Lil Wayne – No Problem - Migos featuring Lil Uzi Vert – Bad and Boujee - Beyoncé featuring Kendrick Lamar – Freedom - Chris Brown featuring Gucci Mane & Usher – Party - DJ Khaled featuring Beyoncé & Jay Z – Shining - Rae Sremmurd featuring Gucci Mane – Black Beatles | - Solange – Cranes in the Sky - Fantasia – Sleeping with the One I Love - Kehlani – Distraction - Mary J. Blige – Thick of It - Syd – All About Me - Yuna featuring Usher – Crush                                                                   |
| Video Director of the Year | Dr. Bobby Jones Best Gospel/Inspirational Award |
| - Kahlil Joseph & Beyoncé Knowles-Carter (Beyoncé – Sorry) - Benny Boom (Kehlani – CRZY) - Bruno Mars & Jonathan Lia (Bruno Mars – That’s What I Like) - Director X (Zayn Malik – Like I Would) - Hype Williams (Tyga featuring Desiigner – Gucci Snakes)                                                           | - Lecrae – Can’t Stop Me Now (Destination) - CeCe Winans – Never Have to Be Alone - Fantasia featuring Tye Tribbett – I Made It - Kirk Franklin featuring Sarah Reeves, Tasha Cobbs & Tamela Mann – My World Needs You - Tamela Mann – God Provides |
| Best Actress | Best Actor |
| - Taraji P. Henson - Gabrielle Union - Issa Rae - Janelle Monáe - Viola Davis | - Mahershala Ali - Bryshere Y. Gray - Denzel Washington - Donald Glover - Omari Hardwick |
| YoungStars Award | Best Movie |
| - Yara Shahidi - Ace Hunter - Caleb McLaughlin - Jaden Smith - Marsai Martin | - Hidden Figures - Get Out - Moonlight - Fences - The Birth of a Nation |
| Sportswoman of the Year | Sportsman of the Year |
| - Serena Williams - Gabrielle Douglas - Simone Biles - Skylar Diggins - Venus Williams | - Stephen Curry - LeBron James - Cam Newton - Odell Beckham Jr. - Russell Westbrook |
| Best International Act: Europe | Best International Act: Africa |
| - Stormzy (UK) - Skepta (UK) - Giggs (UK) - Craig David (UK) - Wiley (UK) - Emeli Sandé (UK) - MHD (Frankreich) - Booba (Frankreich) | - Wizkid (Nigeria) - Tekno (Nigeria) - Mr Eazi (Nigeria) - Davido (Nigeria) - Stonebwoy (Ghana) - AKA (SA) - Nasty C (SA) - Babes Wodumo (SA) |
| International Viewers’ Choice Award | |
| - Rayvanny (Tansania) - Jorja Smith (UK) - Dave (UK) - Changmo (South Korea) - Daniel Caesar (Canada) - Amanda Black (SA) - Remi (Australien) - Skip Marley (Jamaica) | |

## Spezialpreise
- Lifetime Achievement Award: New Edition
- Humanitarian Award: Chance the Rapper
- Global Good Power Award: Yvonne Chaka Chaka